# یالله بجنب، پیشخدمت
یالله بجنب، پیشخدمت (انگلیسی: Hop, the Bellhop) یک فیلم کمدی صامت کوتاه آمریکایی است که در سال ۱۹۱۹ منتشر شد. از بازیگران این فیلم می‌توان به اولیور هاردی و بیلی آرمسترانگ اشاره کرد.